# Sebastián de Eslava
Pour les articles homonymes, voir Eslava (homonymie).
Sebastián de Eslava y Lazaga, né le 19 janvier 1685 en Enériz (Navarre) et mort le 21 juin 1759 à Madrid, est un général espagnol et un administrateur colonial. Du 24 avril 1740 au 6 novembre 1749, il est vice-roi de la nouvellement rétablie Nouvelle-Grenade. Il gouverne la colonie au moment de la défaite de l'amiral britannique Edward Vernon à Carthagène des Indes. Après sa mort, il est nommé marqués de la Real Defensa de Cartagena de Indias.

## Biographie

### Le rétablissement de la vice-royauté de Nouvelle-Grenade
En 1740, la vice-royauté de Nuevo Reino de Grenada (Nouvelle-Grenade) est rétablie. Cette partie de l'Amérique du Sud, qui inclut les pays actuels de Colombie, Venezuela, Panama et Équateur, est à l'origine une province de la vice-royauté du Pérou. Cela est enlevé du Pérou et établie comme vice-royauté séparée en 1718. Toutefois, le premier gouvernement en vice-royaume ne dure que de 1718 à 1724. En 1724, cela retourne sous la juridiction du Pérou.
Cependant, il y a des difficultés à gouverner ce large territoire depuis Lima. En 1740, la Nouvelle-Grenade est rétablie comme vice-royauté pour les mêmes raisons qui officièrent à sa création : longues distances, population en augmentation, collecte des taxes, défense et contrôle administratif. En août 1739 Sebastián de Eslava est nommé le premier vice-roi de la seconde mouture de vice-royauté, avec les instructions expresses de défendre celle-ci contre les attaques britanniques.

### Début de son mandat de vice-roi
Eslava étudie à l'Académie royale militaire de Barcelone. Il est un lieutenant général dans l'armée royale espagnole et commandant de l'ordre de Calatrava. En avril 1740, il arrive à Carthagène des Indes. Il reste là durant toute son mandat de vice-roi, ne voyageant pas dans le pays.
Il répare le château de Bocachica et de nombreux forts protégeant le port. Dans le château de San Lázaro, il débute une fabrique de matériel pour les armes. Il commence à fournir des armes, des munitions et de l'entraînement militaire aux forces espagnoles. Ailleurs dans la colonie, il fait construire les ouvrages défensifs de Santa Marta, Puerto Cabello et Gaira. Il renforce le fort à Ayara et le château de San Antonio dans la province de Cumaná. Il approuve la construction du fort sur l'îlot de Caño de Limones et équipe le presidio de Guayana.

### La guerre de l'oreille de Jenkins
Cette étape est nécessaire à cause de l'Angleterre, combattant pour le contrôle commercial de l'Amérique et qui a déclaré la guerre à l'Espagne en 1739 (la Guerre de l'oreille de Jenkins). La défense des côtes était essentielle.

### Après le siège de Carthagène
Durant son mandat, le vice-roi Eslava fonde des hôpitaux et des villes, construit des routes, promeut la pacification des indiens Motilones, et apporte des armes, de l'argent et des provisions pour défendre quelques villes (comme Pamplona et San Faustino), et maintient la navigation sur le río Zulia. Il fait construire vingt églises, répare et agrandit d'autres, protège les missions établies et organise celles de la province de Darién, au Panama. Il améliore les finances de la colonie et l'administration de la justice.
Il quitte la Nouvelle-Grenade pour l'Espagne le 23 février 1750. Après son retour en Espagne, le roi Ferdinand VI le nomme capitaine général d'Andalousie et plus tard, le 2 juillet 1754, ministre de la Guerre. En 1760, il est nommé de manière posthume marqués de la Real Defensa de Cartagena de Indias.

### Sources et bibliographie
- (en) Cet article est partiellement ou en totalité issu de l’article de Wikipédia en anglais intitulé « Sebastián de Eslava » (voir la liste des auteurs).
- (es) Colmenares, Germán (Ed.) Relaciones e informes de Los gobernantes de la Nueva Granada. Bogotá: Banco Popular, 1989.
- (es) Restrepo Sáenz, José María. Biografías de los mandatarios y ministros de la Real Audiencia (1671 a 1819). Bogotá: Academia Colombiana de Historia, 1952.
- (es) Rodríguez Maldonado, Carlos. "Don Sebastián de Eslava y don Blas de Lezo". Boletín de historia y antigüedades (Bogota). Vol. 39, n° 447-448 (Jan./Feb. 1952), pp. 76–84.
- (en) Beatson, Robert. Naval and Military Memoirs of Great Britain, from 1727 to 1783, Londres, 1804.
- (en) Hart, Francis Russle. Admirals of the Caribbean, Boston, 1922.
- (en) Fortescue, J. W. A History of the British Army, MacMillan, Londres, 1899, Vol. II.
- (en) Lance R. Grahn, « Eslava Y Lazaga, Sebastián De », dans Encyclopedia of Latin American History and Culture (en), vol. 3, 2008, 2e éd. (lire en ligne), p. 135-136